# 圍山左郡
圍山左郡，中国南北朝时设置的郡。
南朝齐武帝永明八年（490年）之前置圍山左郡，属司州。治所在今湖北省应城市、汉川市一带，下辖及剌县、章平县、北曲县、圍山县、曲陵县、洛阳县。南朝梁、南朝陈废圍山左郡。